# Мікрозонд
Мікрозонд (рос. микрозонд, англ. microsonde, нім. Mikrosonde f) — інструмент (зонд) для вивчення мікроскопічних зразків речовини, мінералів.

## Приклади
Приклад 1 — йонний мікрозонд SHRIMP (Sensitive Higb-Resolution Ion Microprobe) та його сучасніший аналог CAMECAIMS-1280 створені для дослідження гірських порід (вік, склад) у Австралійському національному університеті в Канберрі.
Приклад 2 — мікрозонди на основі нанотрубок вуглецю. Останні дозволяють маніпулювати найдрібнішими об'єктами — аж до окремих молекул — пересувати їх, повертати, піднімати, збирати в структури.
Створюються мікрозонди на основі нанотрубок вуглецю з певними функціональними групами на їх кінцях, які дозволять розпізнавати хімічні та біологічні мікрооб'єкти, одержувати зображення розподілу в об'єкті певних груп атомів.